# 山牻牛儿苗
山牻牛儿苗（学名：Geranium suzukii），又名黄花老鹳草，为牻牛儿苗科老鹳草属的植物，为台灣的特有植物。分布于台灣本島，目前尚未由人工引种栽培。